# Psittirostra psittacea
El Ou (en hawaiano: ʻōʻū) (Psittirostra psittacea) fue una especie de ave paseriforme de la familia Fringillidae que fue endémica de las islas Hawái. La especie ha sido declarada como extinta por la Unión Internacional para la Conservación de la Naturaleza.

## Descripción
El Ou es un pájaro grande de bosque espeso que puede alcanzar los 17 centímetros (6,7 plg) de longitud. Los machos poseen una cabeza amarillo claro, espalda verde oscura, y un vientre verde oliva. Las hembras son de colores más apagados y cabeza verde oliva y ambos, machos y hembras, tienen el pico y patas de color rosa.

## Comportamiento
Se desconoce la biología reproductiva de esta ave, aunque se han visto juveniles en junio, lo que sugiere una temporada de reproducción de marzo a mayo. La llamada de ʻōʻū es un silbido ascendente o descendente que puede convertirse en una canción dulce y distinta como la del canario.
Su pico único aparentemente fue adaptado para alimentarse de los frutos de la vid ʻieʻie (Freycinetia arborea), aunque cuando termina la temporada de fructificación, el ʻōʻū se mueve rápidamente hacia arriba y hacia abajo en busca de otros alimentos, tanto nativos como introducidos. Además de frutos, se alimenta de insectos y capullos y flores del ʻōhiʻa lehua (Metrosideros polymorpha). Se sabe que es un recolector nómada que realiza vuelos fuertes para seguir los cultivos de frutas disponibles estacionalmente a través de un amplio gradiente de elevación.

## Protección
El ʻōʻū fue incluida como una especie en peligro de extinción en 1967 bajo la Ley de Especies en Peligro. El Plan de Recuperación de Aves Forestales de Kauaʻi se publicó en 1983 y el Plan de Recuperación de Aves Forestales de Hawaiʻi se publicó en 1984. Estos planes de recuperación recomiendan la gestión activa de la tierra, controlando la propagación de plantas y animales introducidos, monitoreando de cerca la nueva actividad o desarrollo de la tierra para evitar una mayor destrucción del hábitat de las aves forestales, y el establecimiento de programas de propagación en cautiverio y bancos de esperma. El ʻōʻū fue visto por última vez en el área de ʻOlaʻa de la isla de Hawái. Hoy en día, esta área está protegida por un grupo multipartidista que incluye entidades estatales, federales y privadas.